# غراسهوبر مانيوفاكتور
جراسهوبر مانيوفاكتور (بالإنجليزية: Grasshopper Manufacture)‏ هي شركة يابانية مطورة لألعاب الفيديو مقرها طوكيو ، اليابان ، تأسست عام 1998.
من أشهر ألعابها : شادوز أوف ذا دامد

## قائمة الألعاب
- زيرو: تسوكيهامي نو كامين
- شادوز أوف ذا دامد
- إعادة بناء إيفانجيليون

## وصلات خارجية
- جراسهوبر مانيوفاكتور على موقع IMDb (الإنجليزية)
- جراسهوبر مانيوفاكتور على موقع ميوزك برينز (الإنجليزية)
- الموقع الرسمي